# Tollwood-Festival

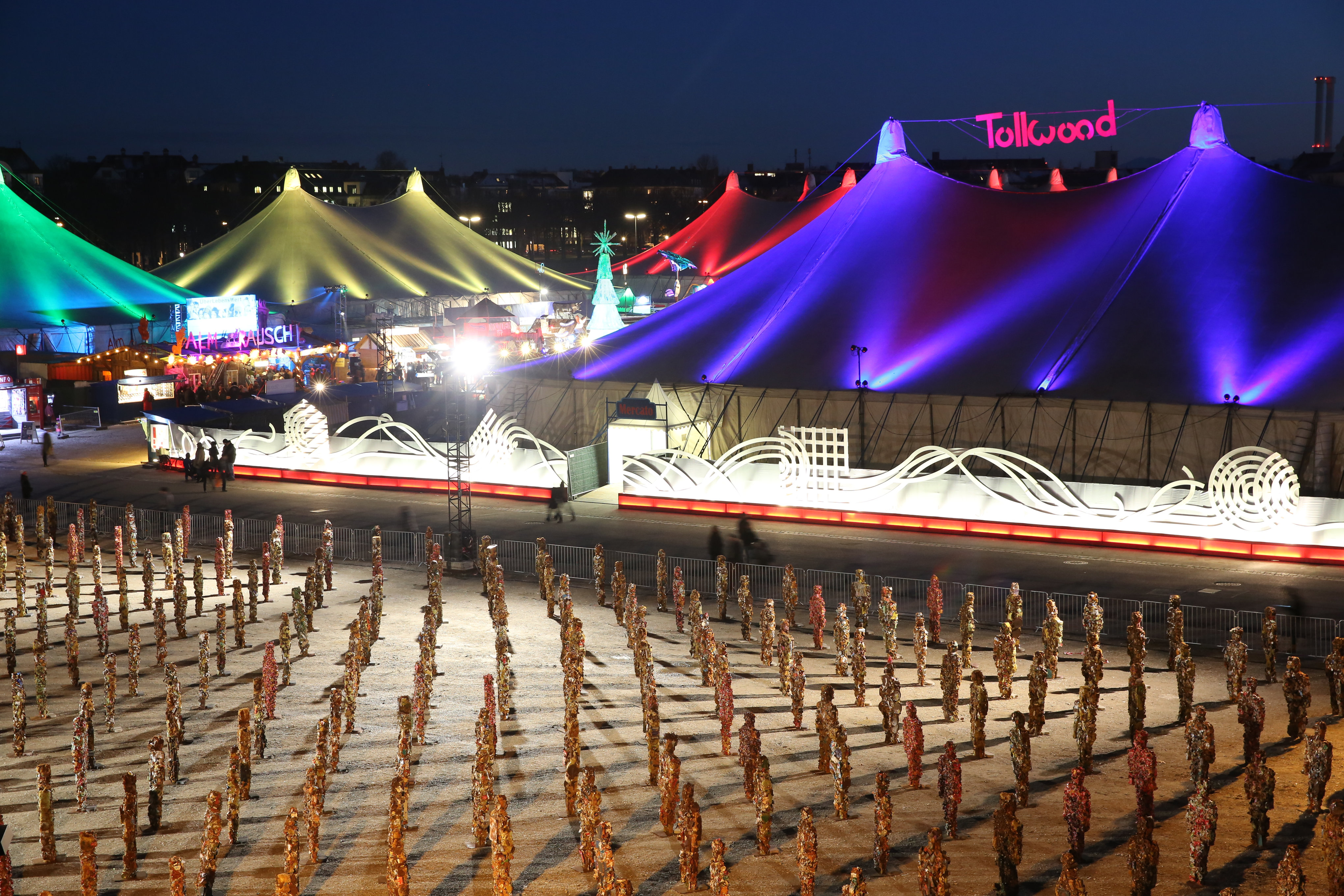
Zelte beim Winter-Tollwood 2015

Das Tollwood-Festival ist ein Festival in München, das halbjährlich im Olympiapark (Sommer) bzw. auf der Theresienwiese (Winter) stattfindet.

## Geschichte
Das erste Festival fand im Sommer 1988 im Olympiapark Süd statt. Denn im Frühjahr 1988 hatten Uwe Kleinschmidt und Rita Rottenwallner die Idee, aus dem Programm der Kleinkunstbühne Musikalisches Unterholz (MUH) ein ökokulturelles Festival zu machen. Auf dem ersten Festival traten vom 1. bis 11. Juli 1988 lokale Künstler wie Konstantin Wecker und die Biermösl Blosn auf. Erst ab 1991 kamen zunehmend internationale Interpreten und weltweit bekannte Künstler hinzu.
Neben dem Sommer- gibt es seit 1991 auch ein Winterfestival, das nach einigen Ortswechseln seit dem Jahr 2000 auf der Theresienwiese veranstaltet wird. Im Jahr 1999 wurde das Winterfestival am Standort Arnulfstraße durch den Wintersturm Ende Dezember 1999 schwer in Mitleidenschaft gezogen.
Wegen des Anschlags in München 2016 wurde das Tollwood-Sommerfestival aus Sicherheitsgründen am Abend abgebrochen und evakuiert. Außerdem wurde es aus Gründen der Pietät zwei Tage früher als geplant beendet.
Aufgrund der COVID-19-Pandemie wurden das Tollwood-Sommerfestival 2020 und das Tollwood-Winterfestival 2020/21 abgesagt.

## Beschreibung

Sommer-Tollwood (Juli 2005)

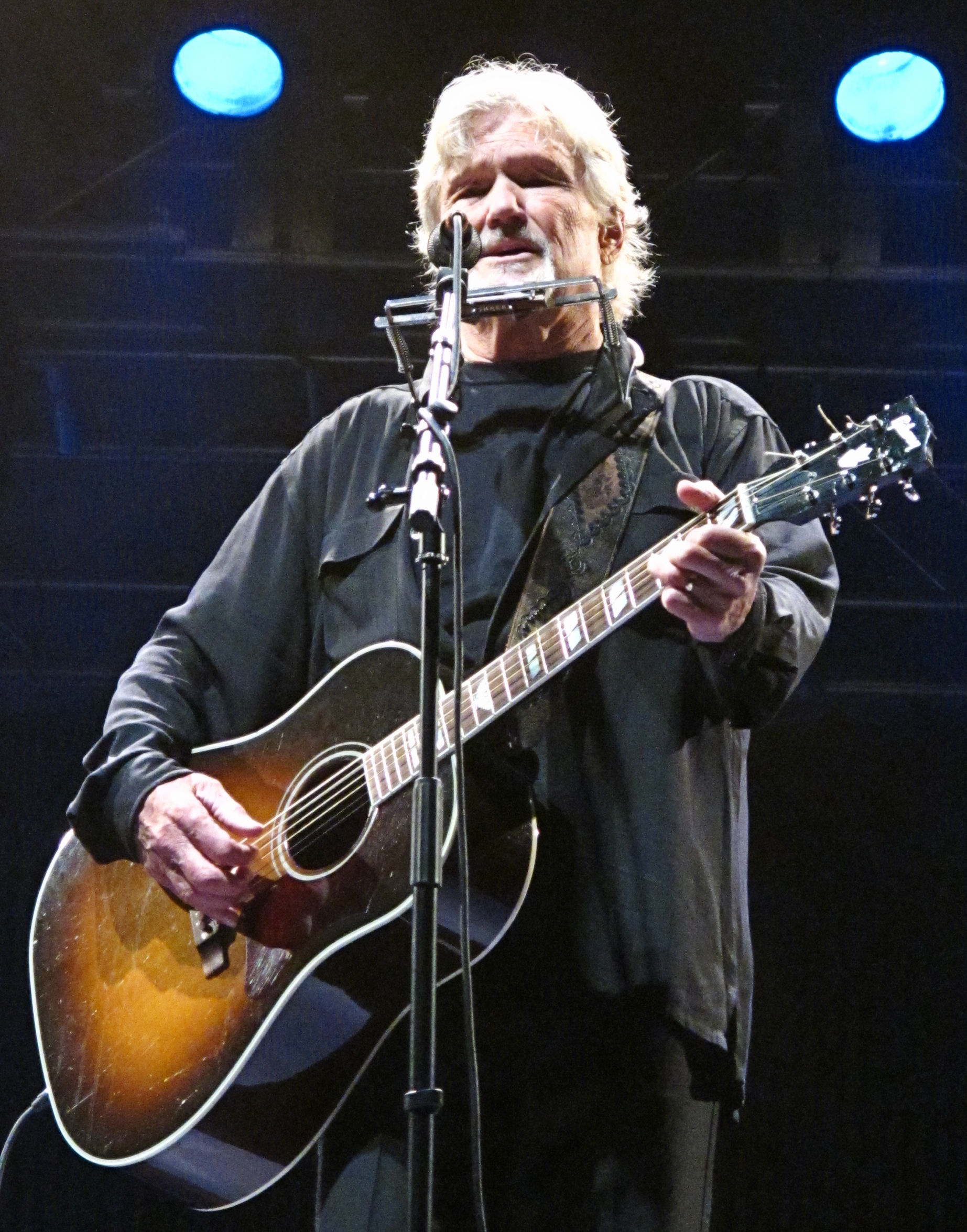
Kris Kristofferson 2010, Musik-Arena, München

Veranstaltet wird Tollwood durch die Tollwood GmbH mit Sitz in München. Das Festival findet auf rund 30.000 Quadratmetern statt und hat im Sommer ungefähr 900.000 Besucher, im Winter etwa 600.000. Die Finanzierung wird über Eintrittskarten der Großveranstaltungen in der Musik-Arena, über Mieteinnahmen der Standbetreiber und über Sponsorengelder, zu denen zahlreiche städtische Unternehmen gehören, getragen.
Charakteristikum des Festivals ist ein Drei-Säulen-Modell: der so genannte „Markt der Ideen“, also die über 200 Kunsthandwerkerstände, die biozertifizierte Festivalgastronomie sowie ein Kulturprogramm aus Musik, verschiedenen Theaterformen, Performances und Bildender Kunst. Das Festival bietet ein breites musikalisches Spektrum von Rock, Pop, Liedermachern, Jazz und Blues, daneben finden Theateraufführungen und artistische Vorstellungen statt.
Seit 1988 werden bei jedem Festival unterschiedliche inhaltliche Schwerpunkte gesetzt. Der Anspruch der Organisatoren ist es, ein kulturelles Angebot von Musik, Theater, Kabarett und Kunst mit ökologischem Bewusstsein zu verbinden. Dabei findet ein Großteil der kulturellen Veranstaltungen bei freiem Eintritt statt.
Das Festival versteht sich seit seiner Gründung als ein Forum für Ökologie und Umweltbewusstsein. Es will zum einen als Plattform für wichtige Themen aus diesem Bereich dienen und zum anderen als Impulsgeber für ökologische Projekte. Damit verbunden sind die Biozertifizierung der Festivalgastronomie seit dem Winter 2003 sowie die Aktion Bio für Kinder, die im Jahr 2006 zusammen mit dem Referat für Gesundheit und Umwelt der Landeshauptstadt München ins Leben gerufen wurde und Kindern in Schulen und öffentlichen Betreuungseinrichtungen den nachhaltigen Umgang mit Lebensmitteln und eine gesunde Ernährungsweise näher bringen soll.
Gemeinsam mit dem Deutschen Tierschutzbund setzt sich Tollwood für ein Ende der industriellen Massentierhaltung ein.

## Das Sommerfestival

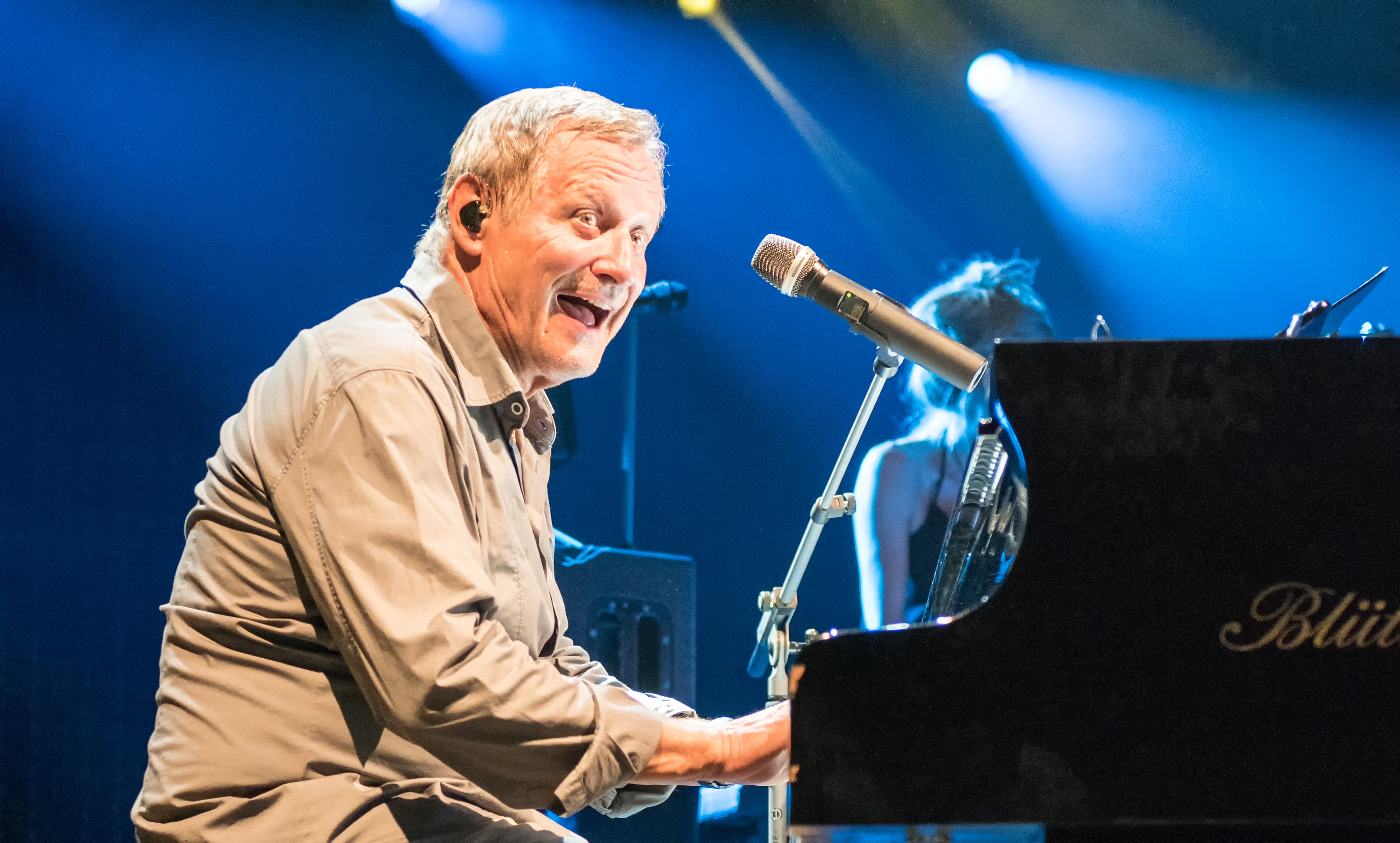
Konstantin Wecker, Münchner Liedermacher und Pianist, auf dem Tollwood 2015

Das Sommer- und Open-Air-Festival wird im Verlauf von 26 bis 32 Tagen jedes Jahr im Juni und Juli durchgeführt. Es findet im südlichen Teil des ehemaligen Geländes der Olympischen Sommerspiele 1972, dem heutigen Olympiapark Süd, statt. Anfangs wurde nur der Teilbereich des ausgedehnten Freigeländes zwischen der Ost-West-Friedenskirche und dem Spiridon-Louis-Ring genutzt, als das Tollwood-Festival am 1. Juli 1988 seinen Anfang nahm.
Eine Besonderheit des Festivals sind rund 50 Gastronomie-Verkaufsstände, die spezielle Gerichte aus vielen Ländern und Gebieten der Erde anbieten, wie aus Afrika, Nordamerika, Frankreich, Griechenland, Indien, Italien, Mexico, Spanien, Syrien, Thailand, Tibet, Türkei und Ungarn. Hinzu kommen Stände mit ausschließlich Süßwaren sowie Stände mit kulinarischen Spezialitäten, die es nur in Bayern gibt (Stand: 2022).
Mit dem Markt der Ideen, das sind über 200 Kunsthandwerkerstände mit Schmuck, Textilien, Kleidung, Spielzeug, Musikinstrumenten, Lederwaren, Keramik und Accessoires aller Art ist das Tollwoodfestival geradezu eine Bühne der aktuellen, zeitgenössischen Kunsthandwerker-Produkte in Deutschland. Neben einem Theater- und Performance-Programm treten internationale Musiker auf. Aber auch eine große Vielfalt der Musikwelt mit Newcomern und aktuellen Chartstürmern aus ganz Deutschland sind jedes Jahr auf dem Festival präsent. Der Zugang zum Festivalgelände zu den genannten Attraktionen des Sommer-Tollwood ist seit seiner Gründung kostenlos geblieben.
Auf den 10 Bühnen, die teilweise in Zelten untergebracht sind, finden den ganzen Tag über große und kleine Veranstaltungen statt. Ein eigenes Kinderzelt ist voll und ganz den kleinsten Festivalbesuchern mit Theateraufführungen, Bewegungsspielen oder auch Mal- und Bastelworkshops gewidmet.

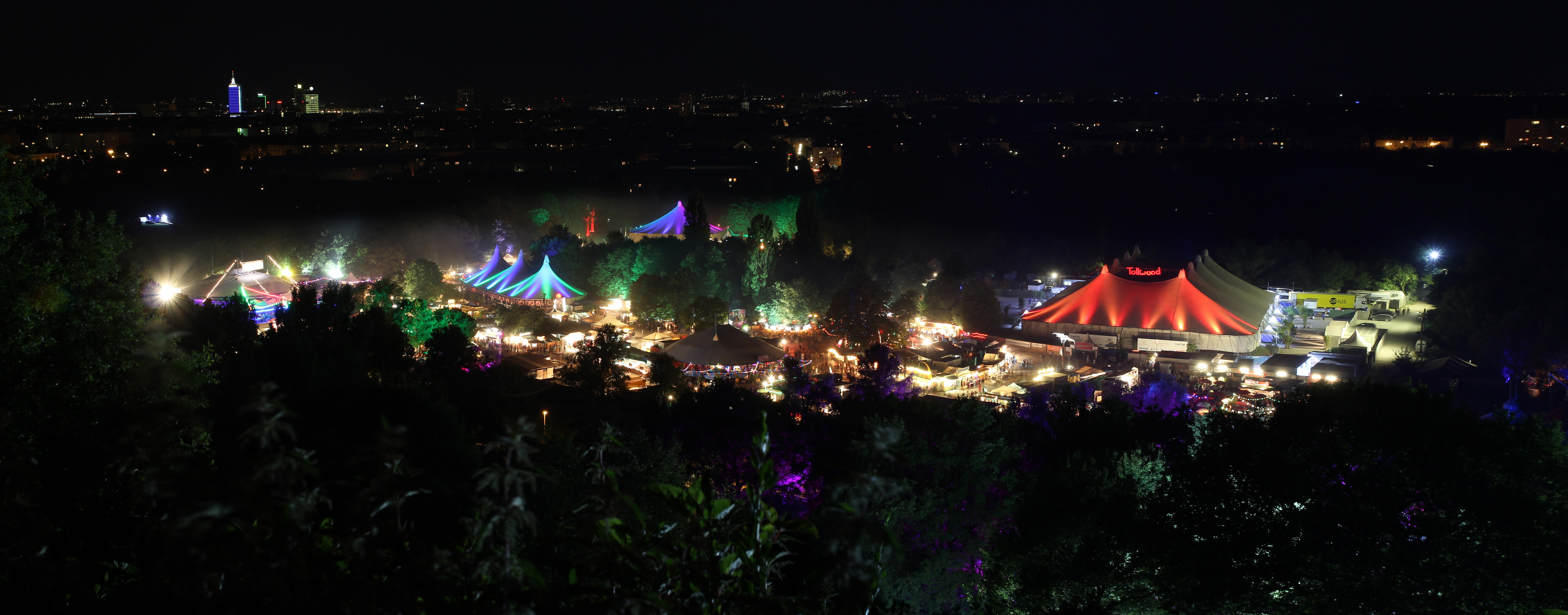
Blick vom Olympiaberg auf das spätabendliche Sommerfestival (2013), rechts rot beleuchtet die Musik-Arena

Auf der Bühne im großen Zelt „Musik-Arena“, das rund 6.000 Besucher fassen kann, standen bisher internationale Künstler, die weit über die Grenzen Deutschlands bekannt sind, wie: (Auswahl nach Jahren)
- 1989: Rainbirds, Georg Danzer, Ludwig Hirsch
- 1991: Nina Simone, Miriam Makeba, Al Di Meola
- 1992: Joan Armatrading, Blood, Sweat & Tears, Traumfabrik[2]
- 1993: United Jazz + Rock Ensemble, Art Ensemble of Chicago
- 1995: Branford Marsalis
- 1996: Juliette Gréco, Jan Garbarek, John Lurie, Toto, Manfred Mann
- 2000: Nina Hagen, Huey Lewis & the News, Lou Reed
- 2001: Jethro Tull, George Benson
- 2003: Arlo Guthrie, Kool & the Gang, Toto, Saga, Yes, The Beach Boys
- 2007: Pat Metheny, Joan Baez, Foreigner
- 2008: The Bangles, Herman van Veen, Jethro Tull, Billy Idol
- 2010: Norah Jones, Pet Shop Boys, Roger Hodgson (Supertramp), Kris Kristofferson
- 2011: Chick Corea, Buena Vista Social Club, B. B. King, Bryan Adams
- 2012: Katie Melua, Billy Idol, Lou Reed
- 2014: Bob Dylan, Morcheeba, Chris de Burgh
- 2015: Joan Baez, Patti Smith, Konstantin Wecker
- 2016: Deep Purple, ZZ Top, Ben Miller Band, Sarah Connor
- 2017: Steve Winwood, Die Fantastischen Vier
- 2018: Alanis Morissette, Billy Idol, Jack Johnson
- 2019: Tears for Fears, Midnight Oil, Nena
- 2020: Aufgrund der Corona-Pandemie konnte das Sommerfestival 2020 nicht stattfinden.
- 2021: Mit immer noch umfassenden Corona-Schutzmaßnahmen fanden über 700 Veranstaltungen bei freiem Eintritt statt.
- 2022: Simple Minds, Sting, Patti Smith and Band, Jeff Beck
- 2023: Tom Jones, Nico Santos, Jacob Collier, Konstantin Wecker, Spider Murphy Gang, Fanta 4, Roy Bianco & Die Abbrunzati Boys
- 2024: Bilderbuch – Finch – Alphaville – Toto – Nina Chuba – Sarah Connor – ZZ Top – Greta Van Fleet – Dieter Thomas Kuhn – Dicht & Ergreifend – Leony – Wolfgang Ambros – Claudia Koreck – Clueso – Jan Delay – Deine Freunde – Nile Rodgers & Chic – Kool & the Gang – Status Quo – Canned Heat – Nick Mason’s Saucerful of Secrets – The BossHoss – Haindling – Montez – Loreena McKennitt – Take That – Pur

Aus Lärmschutzgründen enden die Live-Musikveranstaltungen in der Regel um 22 Uhr, der weitere Musik- und Diskothekenbetrieb in den Zelten erfolgt dann über Limiter.
Nach der Covid-19-Pandemie war das Sommer-Tollwood im Jahr 2021 mit 53 Festivaltagen das bislang längste Festival in der Tollwood-Historie.
Rund 850.000 Besucher hatte das Tollwood-Sommerfestival vom 16. Juni bis 17. Juli 2022. Rund 130.000 Menschen suchten zudem die Musik-Arena als das große Zelt am Eingang des Festivalgeländes auf.

## Das Winterfestival

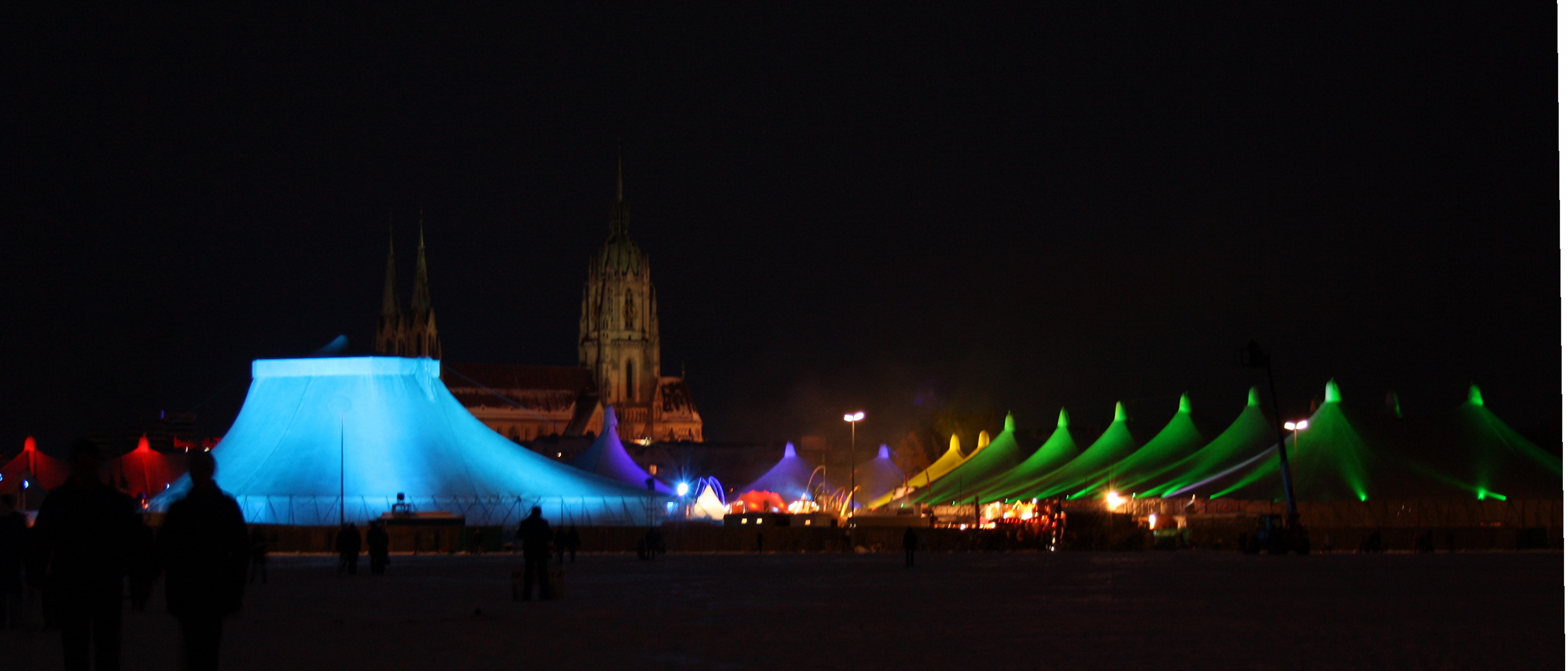
Winter-Tollwood (Dezember 2010)

Neben dem Sommerfestival existiert seit 1991 auch ein Winter-Tollwood. Erster Ort ist der frühere Roncalliplatz im Stadtzentrum Münchens, wo heute die städtische Galerie Pinakothek der Moderne steht. Nach einem weiteren Umzug vom Gelände des ehemaligen Containerbahnhofs der Bundesbahn an der Arnulfstraße findet das Winterfestival seit dem Jahr 2000 auf der Theresienwiese statt. Es startet kurz vor dem ersten Adventssonntag und hat einen eigenen Weihnachtsmarkt, der bis zum 23. Dezember dauert und der unter den 10 schönsten Weihnachtsmärkten in Bayern eingeordnet wird. Die Kulturveranstaltungen finden bis inklusive Neujahr statt. Das Programm besteht aus Theater, dem Markt der Ideen wie beim Sommerfestival sowie dem Weltsalon.
Der Weltsalon will eine Plattform für soziale und ökologische Themen sein mit den Schwerpunkten Faszination Erde, Umweltschutz und soziales Engagement. Hier wurden in den letzten Jahren unter anderem Ernst Ulrich von Weizsäcker, Amy Goodman, Bob Geldof, Edgar Reitz und Arved Fuchs als Sprecher eingeladen.
Aufgrund der Entwicklung im ersten Wintermonat der Covid-19-Pandemie konnte das Winterfestival 2020 nicht stattfinden und wurde kurz vor der Eröffnung durch die Bayerische Staatsregierung abgesagt. Drei symbolträchtige Kunstwerke – der Phönix, der Bacchus und der Zauberwald – verblieben jedoch von 4. Dezember 2021 bis 2. Januar 2022 auf der Theresienwiese.